# Fastlane (WWE)
Fastlane è un evento in pay-per-view di wrestling organizzato annualmente dalla WWE dal 2015 al 2019 per poi tornare nel 2021 e 2023.
Inizialmente prese il posto come pay-per-view del mese di febbraio sostituendo Elimination Chamber, che fu spostato a maggio; in seguito, tuttavia, Fastlane diventò un evento esclusivo del roster di Raw (a seguito della Draft Lottery avvenuta il 19 luglio 2016) e fu spostato nel mese di marzo. L'anno successivo, così come tutti gli altri pay-per-view esclusivi di un brand, Fastlane diventò un'esclusiva di SmackDown. L'alternanza tra Raw e SmackDown fu interrotta dopo WrestleMania 34 e Fastlane tornò ad essere dedicato ad entrambi gli show.

## Edizioni
|  | Evento esclusivo del roster di SmackDown |
|  | Evento esclusivo del roster di Raw       |

| Edizione        | Data             | Città            | Sede                  | Main-event                                                                               |
| --------------- | ---------------- | ---------------- | --------------------- | ---------------------------------------------------------------------------------------- |
| 2015 (Dettagli) | 22 febbraio 2015 | Memphis          | FedExForum            | Daniel Bryan vs. Roman Reigns                                                            |
| 2016 (Dettagli) | 21 febbraio 2016 | Cleveland        | Quicken Loans Arena   | Brock Lesnar vs. Dean Ambrose vs. Roman Reigns                                           |
| 2017 Dettagli)  | 5 marzo 2017     | Milwaukee        | Bradley Center        | Kevin Owens vs. Goldberg                                                                 |
| 2018 (Dettagli) | 11 marzo 2018    | Columbus         | Nationwide Arena      | AJ Styles vs. Baron Corbin vs. Dolph Ziggler vs. John Cena vs. Kevin Owens vs. Sami Zayn |
| 2019 (Dettagli) | 10 marzo 2019    | Cleveland        | Quicken Loans Arena   | Baron Corbin, Bobby Lashley e Drew McIntyre vs. The Shield                               |
| 2021 (Dettagli) | 21 marzo 2021    | Saint Petersburg | Tropicana Field       | Daniel Bryan vs. Roman Reigns                                                            |
| 2023 (Dettagli) | 7 ottobre 2023   | Indianapolis     | Gainbridge Fieldhouse | Seth Rollins vs. Shinsuke Nakamura                                                       |